# دان أبوت
دان أبوت (بالإنجليزية: Dan Abbott)‏ هو لاعب كرة قاعدة أمريكي، ولد في 16 مارس 1862 في بروتاج في الولايات المتحدة، وتوفي في 13 فبراير 1930 في بلدة وايتفورد في الولايات المتحدة.

## وصلات خارجية
- دان أبوت على موقعبيزبول رفرنس.كوم (الدوري الرئيسي) (الإنجليزية)
- دان أبوت على موقعبيزبول رفرنس.كوم (الدوري الثانوي) (الإنجليزية)
- دان أبوت على موقع جمعية أبحاث البيسبول الأمريكية (الإنجليزية)
- دان أبوت على موقع مشجعي الرسوم البيانية (الإنجليزية)